# Robo de diamantes de Amberes

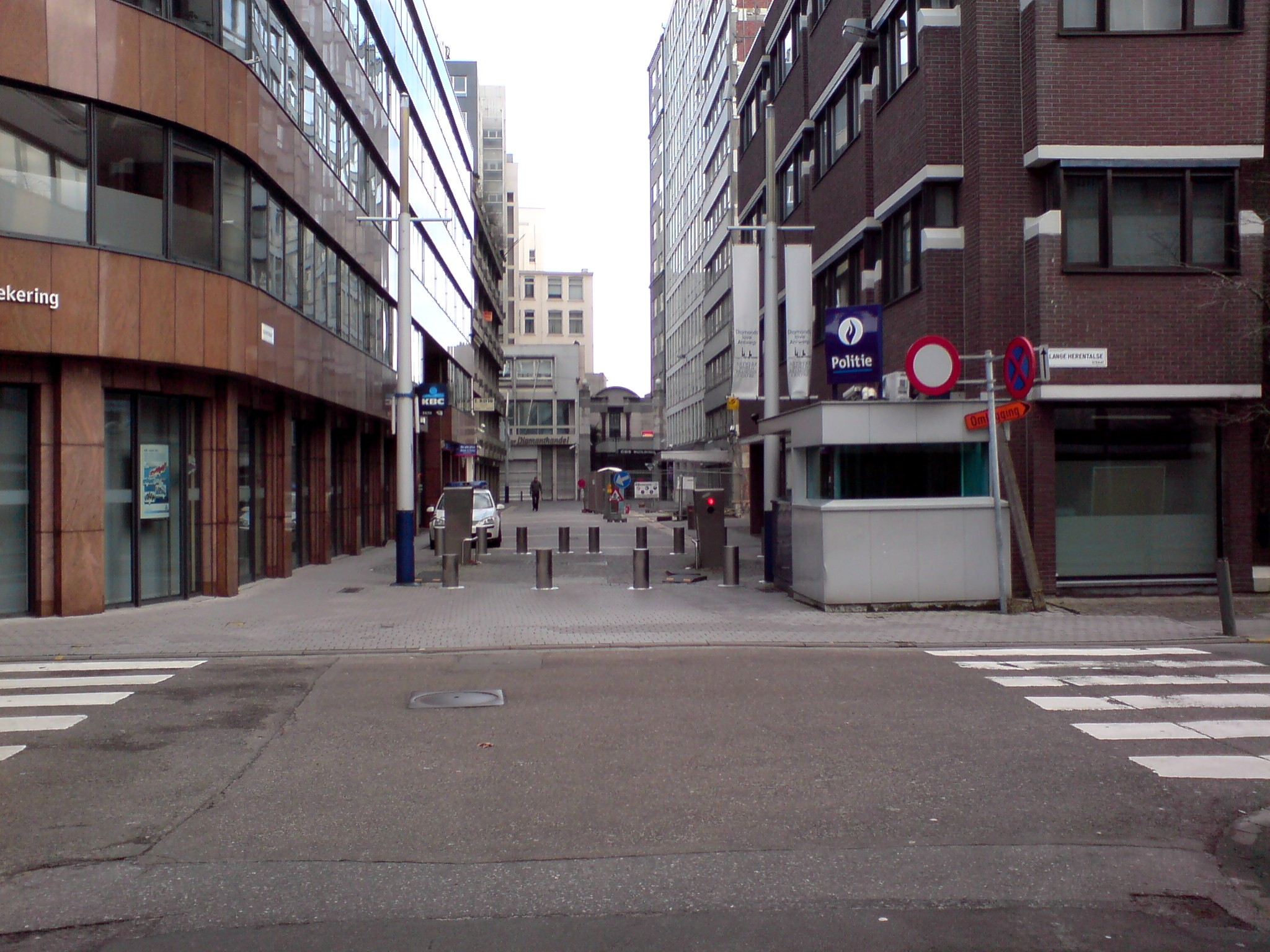
El Centro de Diamantes de Amberes.

El robo de diamantes de Amberes, apodado como "el atraco del siglo", fue uno de los mayores robos de diamantes de la historia. Los ladrones robaron diamantes sin engarzar, oro y otro tipo de joyas por un valor de más de 100 millones de dólares. El robo tuvo lugar durante el fin de semana del 15-16 de febrero de 2003, en el Centro Mundial de Diamantes de Amberes (AWDC, por sus siglas en inglés), situado en el centro del barrio de las gemas en Amberes, Bélgica.

## Lugar
La bóveda de seguridad que albergaba los diamantes está situada a dos pisos bajo tierra, bajo el AWDC. Estaba protegida por múltiples mecanismos de seguridad, entre ellos una cerradura con 100 millones de posibles combinaciones, detectores de calor infrarrojo, un sensor sísmico, un radar Doppler y un campo magnético. El propio centro de diamantes contaba con seguridad privada.

## El robo
Leonardo Notarbartolo había alquilado una oficina escasamente amueblada por aproximadamente 25 000 francos belgas al mes en el centro de diamantes dos años y medio antes del robo. Esta contaba con una caja de seguridad situada en la bóveda bajo el edificio. También se incluía una tarjeta identificativa de arrendatario que le daba acceso al edificio 24 horas al día. Allí se hacía pasar por un comerciante de diamantes italiano para ganar credibilidad. Tras el robo, Notarbartolo y su equipo robaron el material de seguridad para ocultar sus identidades. Forzaron más de 123 de las 160 cajas de seguridad, cada una de las cuales estaba realizada en acero y cobre, y tenía tanto una llave como un cierre por combinación.

## Los ladrones
Se cree que el robo fue perpetrado por un equipo de cinco hombres liderados por Leonardo Notarbartolo. Notarbartolo había alquilado un lugar en el centro de diamantes y fue arrestado tras ser relacionado con el crimen gracias a pruebas de ADN de un sándwich a medio comer encontrado cerca de la escena del crimen, además de cintas de vídeo del AWDC.
Se le encontró culpable de dirigir el atraco. Se le considera el líder de un grupo de ladrones italianos llamados "La Scuola di Torino" (La escuela de Turín), que llevaron a cabo el atraco. Fue condenado a 10 años de prisión, pero ha sido puesto en libertad condicional. 

## Fraude al seguro
Notarbartolo afirmó en una entrevista para la revista Wired que un comerciante de diamantes lo contrató para cometer el atraco. Afirma que el valor del botín robado era de 18 millones de euros (20 millones de dólares) y que el robo era parte de un fraude al seguro.
Debido al hecho de que la bóveda misma no estaba asegurada ya que la aseguradora había notado fallos de seguridad y que nunca le habría hecho uno, había realmente muy poco dinero asegurado, lo que arroja dudas sobre su historia.

## Recuperación
Los diamantes no han sido recuperados hasta la fecha.

## Legado
El atraco es el tema del libro Flawless: Inside the Largest Diamond Heist in History de Scott Andrew Selby y Greg Campbell. 
La Paramount Pictures adquirió los derechos para realizar una película sobre el atraco. Se espera que sea producida por J.J. Abrams.
Amazon Prime estrenó el 13 de febrero de 2023 la serie italiana A todos les gustan los diamantes basada en el robo del Centro Mundial de Diamantes de Amberes, con Kim Rossi Stuart en el papel de Notarbartolo.